# Robert Baker (armeiro)
Robert Baker (1665 Virgínia — 1728 (63 anos) Lancaster, Pensilvânia), foi um armeiro durante o período colonial dos Estados Unidos, mais conhecido por ter inventado a arma de Daniel Boone, o "Pennsylvania Long Rifle".

## Vida pessoal
Os Baker imigraram para a América Britânica em 1624 (Andy Baker) e se assentaram em  Boston, Massachusetts, onde Robert Baker e o irmão Samuel, cresceram. Ele era a quarta geração de armairos da família Baker, tradição que vinha desde Robert I da Inglaterra.
No início da década de 1680, os Baker emigraram para a Pensilvânia e no início da década de 1700 Robert foi chamado à Inglaterra para fabricar armas para o rei e ensinar sua técnica para outros armeiros. No seu retorno às colônias, fixou residência em Conestoga, no condado de Lancaster.
Em 15 de agosto de 1719, Robert Baker pediu a Jacob Taylor, com permissão de William Penn e da Lancaster Co, para planejar um local para sua armaria na intenção de fabricar canos e rifles completos na foz do riacho Pequea.

## O rifle americano
Robert Baker assim como seu contemporâneo Martin Meylin, do mesmo condado de Lancaster, é tido também como responsável pela invenção do "long rifle" que mais tarde ficou conhecido como "American Rifle" "Pennsylvania Rifle" e também o "Kentucky Rifle" de fama de ser o preferido dos "pioneiros". O "long rifle" é considerado um desenvolvimento importante pelos colecionadores de armas, pois combinava características do rifle britânico, mecanismos de estilo germânico e incluía um cano particularmente longo para grande precisão. O resultado foi uma arma eficaz, "distintamente americana".